# Імперські форуми

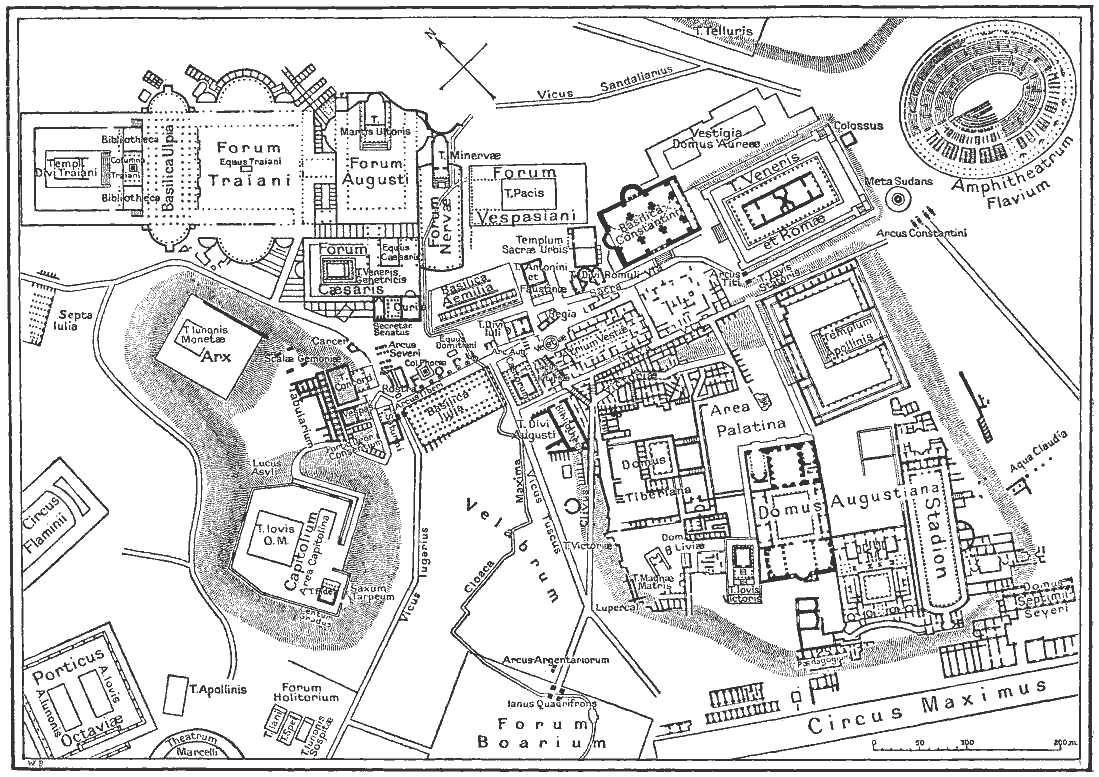
План імперських форумів Риму

Імперські форуми — це архітектурний ансамбль, який було побудовано за часів початку імператорського правління в стародавньому Римі. Розміщений поблизу Римського Форуму. Будівництво було започатковано Юлієм Цезарем, котрий завершив будівництво свого форуму у 46 до н. е. В комплекс входили:
- Форум Цезаря — 54 до н. е.
- Форум Августа — 2 до н. е.
- Форум Веспасіана — 73
- Форум Нерви — 97
- Форум Траяна — 113

Частина Імперських форумів зараз знаходиться засипаною під вулицею Віа-дей-Форі-Імперіалі (Via dei Fori Imperiali).

## Галерея

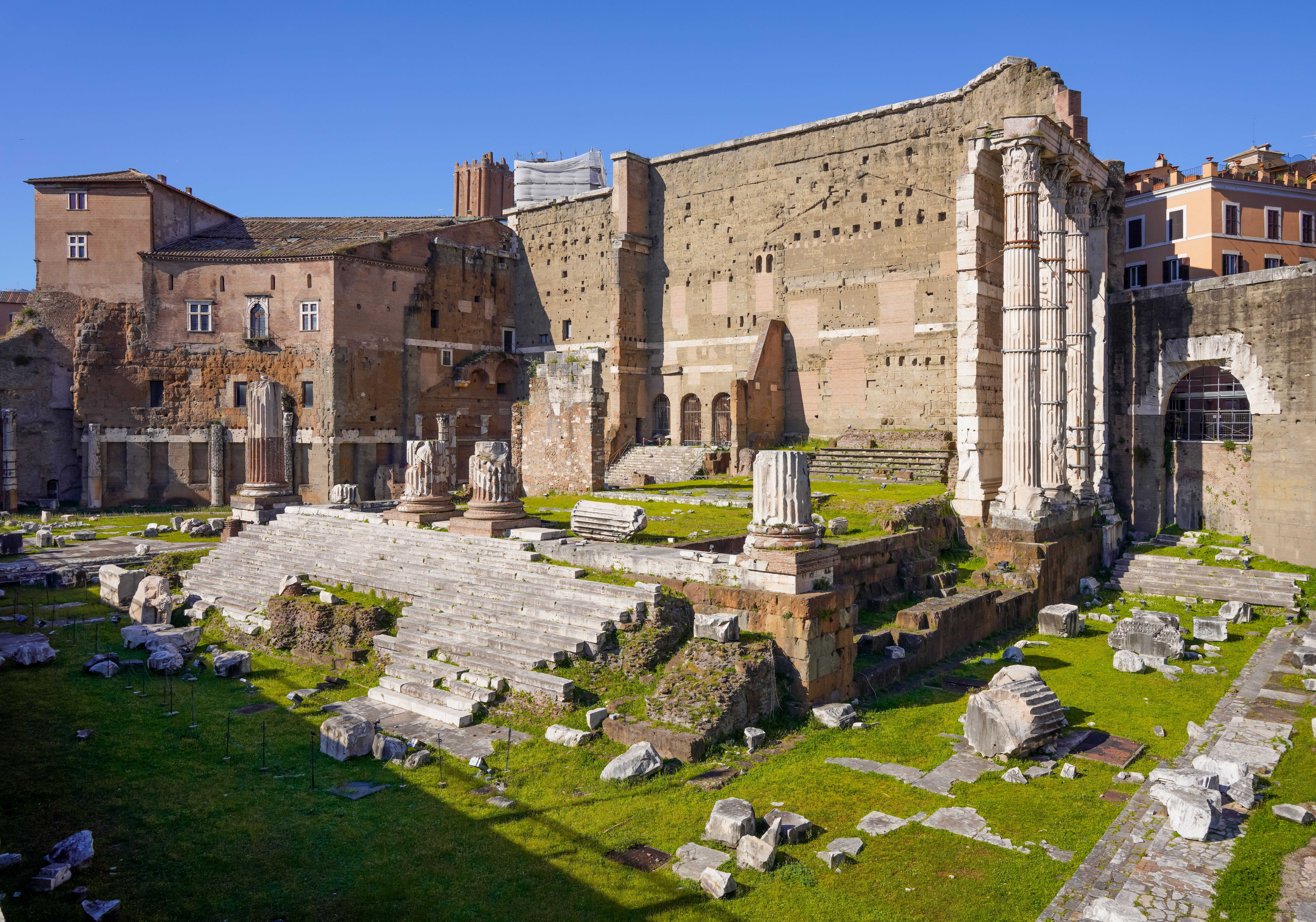
Форум Августа
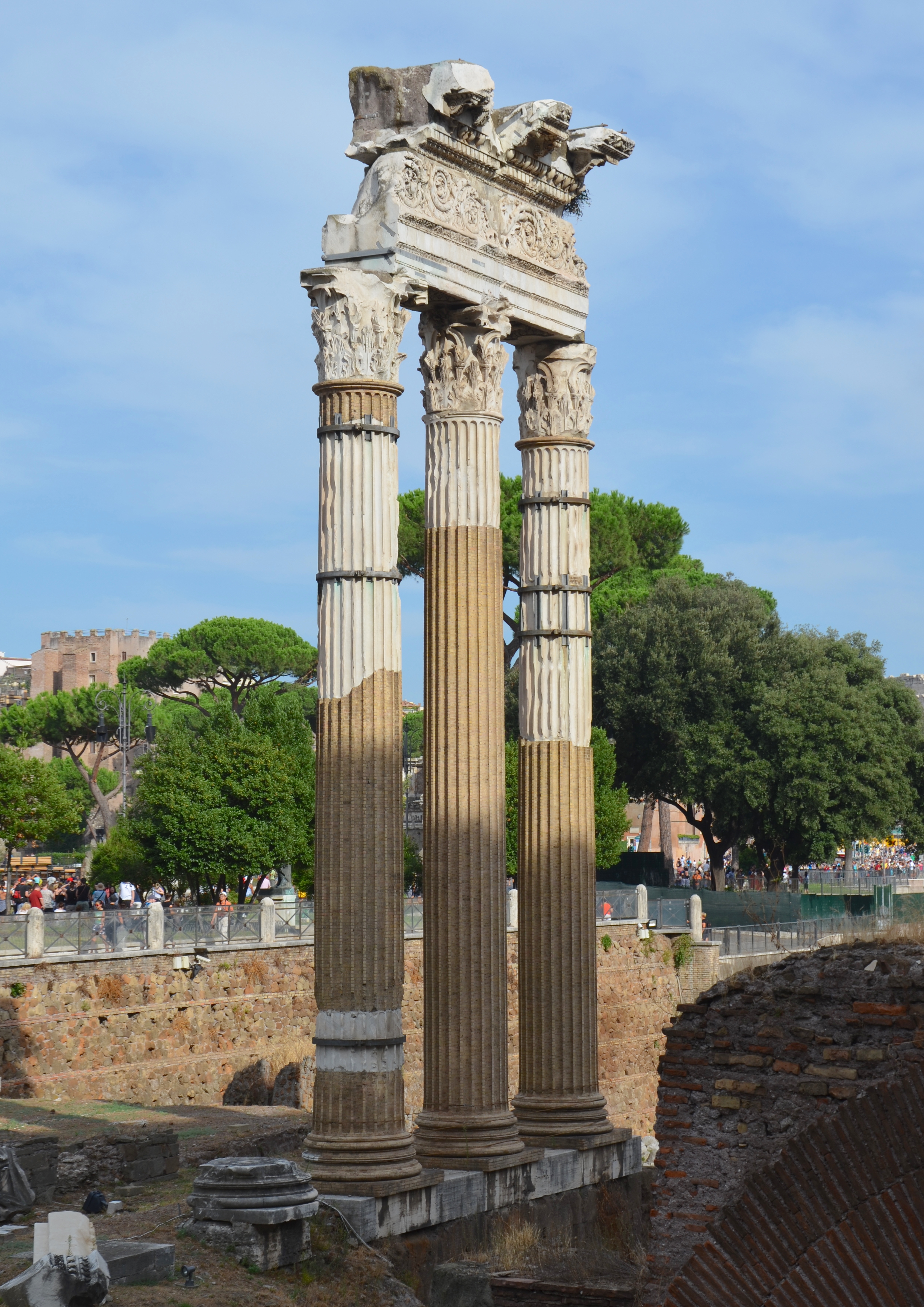
Руїни храму Венери (Venus Genetrix) на Форумі Цезаря
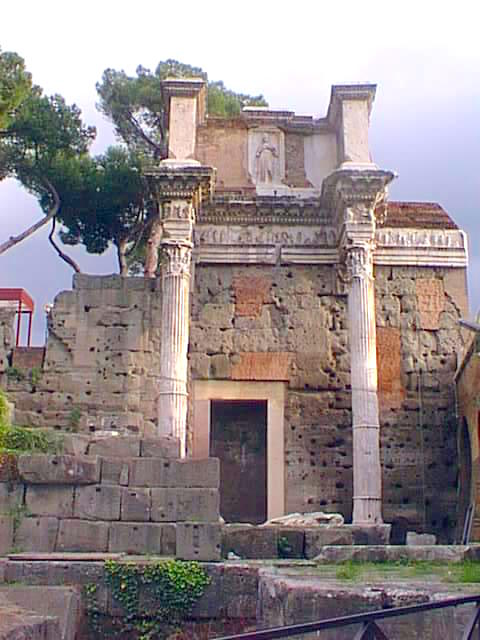
Храм Мінерви на форумі Августа
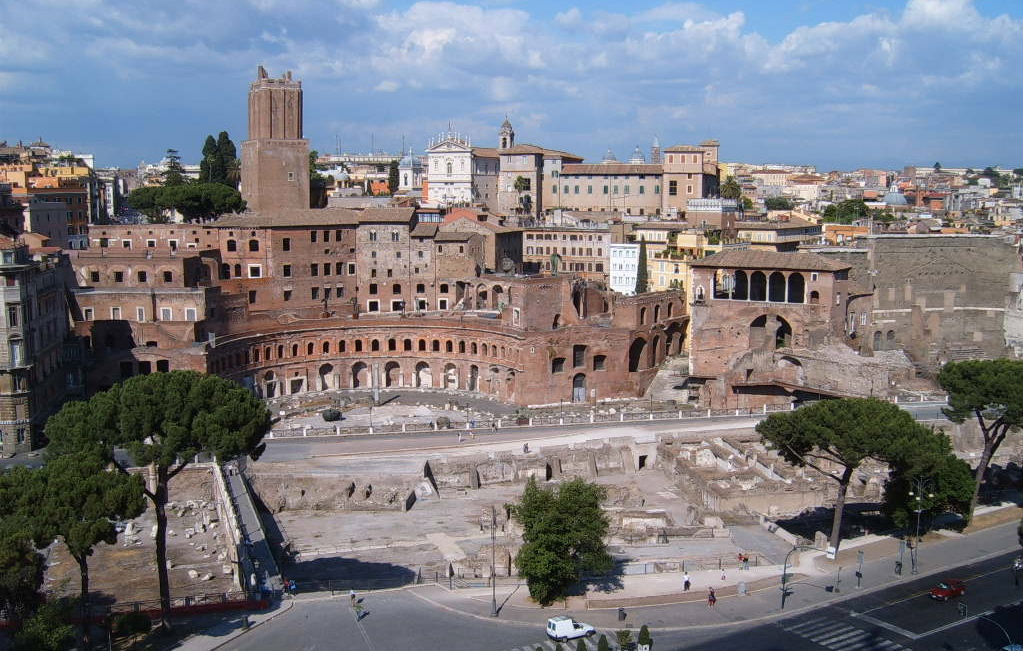
Форум Траяна